# Skogstjärnet (Steneby socken, Dalsland)
Skogstjärnet är en sjö i Bengtsfors kommun i Dalsland och ingår i Göta älvs huvudavrinningsområde.